# José Español
José Español (finales del siglo XVII-1758) fue un organista y maestro de capilla español del Barroco

## Biografía
José Español debió de entrar como organista y maestro de capilla de la parroquia de Santo Tomás de Haro (La Rioja) en 1731, sucediendo a José Eguía. Desconocemos cuáles son los cargos que ejerció anteriormente y dónde los ejerció. Por un documento se sabe que estaba casado con doña María Francisca de la Fuente. Sin embargo no hay constancia de que tuviese hijos. 
Una vez que accedió al cargo, José Español no se movió de Haro hasta su muerte, ocurrida en 1758. Sin duda que en ello influyó la ausencia de problemas con los Cabildos eclesiástico y civil o con sus compañeros músicos, aunque las principales razones de su permanencia hayan de ponerse en la estimable renumeración percibida y en su condición de casado. Su salario era de 200 ducados anuales, más 45 o 50 ducados por el mantenimiento y enseñanza de un tiple. No era un mal salario si tenemos en cuenta los de los maestros de capilla de iglesias cercanas, mucho más importantes. José Gómez, organista y maestro de capilla en la colegiata de Logroño (La Rioja) percibía tan sólo 150 ducados anuales, y Blas de Cáseda, maestro en Santo Domingo de la Calzada, percibía 200 ducados anuales, regentando una catedral. El hecho de no ser clérigo, además, cortaba su ascenso a las catedrales más importantes. Los maestros de capilla casados tenían que conformarse con los puestos de catedrales pequeñas, colegiatas o iglesias que pudieran permitirse tener maestro de capilla. 

### El órgano
En la Iglesia de Santo Tomás de Haro se conserva actualmente un excelente órgano que es el mismo que tocaba José Español. En vida de éste, el órgano sufrió una gran intervención, por parte del organero de Oñate José Antonio de Balzategui, que lo dejaría, fundamentalmente, tal como lo conocemos hoy. El 12 de febrero de 1739 Balzategui se comprometió a “reparar, componer y añadir el órgano”, y a concluir su obra para el 10 de agosto de 1739. La obra debía ser de importancia, ya que su coste se fijó en 400 ducados. Incumpliendo el contrato, en febrero de 1740 Balzategui aún no la había concluido. Mientras tanto, el órgano de Santo Tomás, debido a la intervención del organero, había quedado inutilizado para el culto y hubo que traer el órgano de Nuestra Señora de la Vega. En vista del retraso y del perjuicio que para el culto conllevaba tener el órgano inutilizado, el Cabildo mandó llamar al organero a Oñate. Como no se encontraba en esta villa, hizo que un “peón”, Manuel de la Pierna, llevase una carta al organero, que se encontraba en la villa de Marquina, en la que se le reconvenía por el incumplimiento de contrato y se le apremiaba a concluir su obra. Como Balzategui seguía sin venir (dando “excusas frívolas”, según el Cabildo), se decidió el 27 de febrero de 1740 dar todo el poder del Cabildo al organista José Español para que hiciese todo lo necesario hasta conseguir que Balzategui viniese y acabara de una vez la obra del órgano.
El documento de la donación de plenos poderes a José Español es un curioso ejemplo no sólo del particular lenguaje jurídico, sino también de todos los medios que dispone el derecho contra quien incumple un contrato. En este documento se pide a José Español que primero trate de arreglar las cosas con el organero “extrajudicial y amigablemente”, pero que, en caso de no conseguirlo, acuda a la Justicia de la villa de Oñate a fin de que ésta obligue a Balzategui a terminar la obra y a que pague, además, “todas las costas, salarios y demás gastos y daños que a dicha iglesia se le ocasionaron”. En el caso de que se lleve al organero a los tribunales, el Cabildo conmina a Español a que emplee todos los procedimientos que el derecho pone a su alcance: que “haga y presente pedimientos, requerimientos, protestas, citaciones, embargo de bienes, ventatrance y remate de ellos, tome posesiones”; que a su favor presente “testigos, escritos, escrituras, testimonios, probanzas y demás papeles”; que contradiga todo lo que a su favor presente el organero…; en fin, que “consienta lo favorable y de lo contrario apele y suplique”. No se sabe si Español tuvo que llegar a tanto. Lo que sí se sabe es que en los meses posteriores Balzategui terminó la obra del órgano. A José Español se le dieron 200 reales por los gastos ocasionados por el viaje a Oñate en busca del organero. Por otra parte, se desconoce exactamente en qué consistió la intervención de Balzategui. De los libros de Cuentas se puede extraer que Balzategui realizó unas contras nuevas, unas bombardas nuevas y nueve registros enteros, además, quizá, de una ampliación del teclado de 42 teclas a 45. Como la colocación de las nuevas contras amplió la anchura del frontis del órgano, se tuvo que hacer una nueva Caja, que es la que presenta el órgano actualmente. También de esta época es el cuadro de Santa Cecilia que remata el órgano, obra de José de Herrador, vecino de Santo Domingo.
En 1756 otro organero, Santiago de Ardoica, recibió 660 reales por “componer el órgano”. No se puede precisar el alcance de esta composición, que no debió ser muy importante, dada la cantidad del gasto. A José Español se le abonaron 240 reales “por vía de gratificación de los días que se ocupó en asistir a dicho organero a la composición” del órgano.

### Sus obligaciones
La vida diaria de José Español, como la de todos los maestros de capilla y organistas de la época, debía ser muy rutinaria. Algo de sus actividades musicales podemos conocer gracias a las Obligaciones, posesiones y censuras de Organista, Sochantre y demás músicos de la Parroquial Iglesia de esta villa de Haro. Estas Obligaciones son ya bastantes tardías, del año 1797, pero dado que ni el culto ni las circunstancias habían cambiado en demasía, podemos aplicarlas a José Español. Según este mismo documento, entre sus obligaciones como organista estarían la de tocar todos los días el órgano en misa mayor y en Vísperas. También sería de su obligación, esta vez como maestro de capilla, tener preparadas las partituras de las obras que se cantaban los domingos, en las Novenas y en días colendos. Por último, también sería obligación suya “enseñar música a los tiples que admitiera el Cabildo, afinar los órganos en las dos iglesias y el clave de la parroquial”. Es curioso que entre estas obligaciones no se haga ninguna referencia a la de componer obras nuevas, algo normal en las listas de obligaciones que se hallan presentes en otras iglesias. Quizá esto no signifique nada. O quizá por ser la de Haro una iglesia menor, respecto a colegiatas y catedrales, no se insistiera tanto en la composición de obras nuevas por parte del maestro de capilla. 
José Español murió el 26 de agosto de 1758, tras recibir los santos sacramentos, y habiendo hecho testamento. Se enterró en la parroquia de Santo Tomás acompañado de la comunidad de San Agustín. Le sucedió Domingo Fernández de Carrillo, que ocupó el cargo hasta su jubilación, ocurrida en 1794.
Se conservan en el archivo de la parroquia de Santo Tomás de Haro medio centenar de obras suyas de gran calidad: villancicos y cantadas en español para el Santísimo Sacramento o para la Virgen. También se conservan, copiadas por él, otro medio centenar de obras de los compositores españoles más famosos de la época, como Sebastián Durón, Francisco Hernández Illana, José de Cáseda, Joaquín Martínez de la Roca, José Gómez, Luis Serra, Alonso de Cobaleda, Diego de Arcedo, Miguel Ambiela